# Szelíd teremtés: A Frankenstein-terv
Szelíd teremtés: A Frankenstein-terv è un film del 2010 diretto, co-sceneggiato e interpretato da Kornél Mundruczó, basato sull'omonima rielaborazione teatrale del Frankenstein di Mary Shelley che aveva messo in scena nel 2007.
È stato presentato in concorso al 63º Festival di Cannes.

## Produzione
Il film ha avuto un budget di 1,6 milioni di euro, di cui 540 000 € in finanziamenti statali ungheresi e 145 000 tedeschi.

## Accoglienza
Il film è stato unanimemente stroncato dalla critica. L'Hollywood Reporter ha scritto: «viene da domandarsi cosa abbia spinto gli alti papaveri di Cannes a piazzare [...]  [questo] film disastrosamente brutto in concorso. Angusto e pretenzioso, tutte le motivazioni dei suoi personaggi, spesso contraddittorie se non illogiche in modo ridicolo, sembrano basarsi su un bisogno di simbolismo più che su autentiche pulsioni psicologiche». Per Variety il problema principale della pellicola sta nell'aver «completamente depauperato la brillante nozione shelleyana dell'eroe [sic] incompatible col mondo circostante, sostituendo al Mostro un essere umano in carne e ossa privo di qualsiasi trascorso. Senza una vera comprensione della sua psicologia o passato (Come veniva trattato in orfanotrofio? Come ha vissuto l'assenza per la maggior parte della sua vita dei propri genitori?), la sua furia omicida ci risulta incomprensibile e disgustosa».